# تسوگو، آیچی
تسوگو، آیچی (به لاتین: Tsugu) یک منطقهٔ مسکونی در ژاپن است که در ناحیه چوبو واقع شده‌است. تسوگو ۱٬۵۵۳ نفر جمعیت دارد.